# Cracticus mentalis
Cracticus mentalis là một loài chim trong họ Cracticidae.